# Ocosingo
16°54′24.811″N 92°5′38.749″V / 16.90689194°N 92.09409694°V
Ocosingo er en kommune og en lille by i den mexicanske delstat Chiapas som befinder sig mellem San Cristóbal de las Casas og Palenque. Byen blev besat af den revolutionære gruppe EZLN i 1994.
- Wikimedia Commons har flere filer relateret til Ocosingo